# Povprečje dovoljenih tekov
Povprečje dovoljenih tekov (angleško Earned run average, krajše ERA) je statistična mera v bejzbolu. PDT je srednja vrednost tekov, ki jih je dovolil metalec na devet menjav. Določimo jo z deljenjem števila dovoljenih tekov s številom menjav, v katerih je nastopil metalec, dobljeni količnik pa nato pomnožimo z devet. Teki, ki so posledica obrambnih napak (tudi metalčevih) na povprečje dovoljenih tekov ne vplivajo.  

## Zgodovina
Statistike naj bi se domislil Henry Chadwick, kot merilo uspešnosti metalcev pa se je prijela v začetku 20. stoletja po prihodu razbremenilcev. Pred prelomom iz 19. v 20. stoletje (pa tudi zatem) ni bilo nič nenavadnega, če je začetni metalec tekmo tudi sam zaključil - to je bilo od njega skorajda pričakovano. Tako so zbrane zmage in poraze upoštevali kot zadostno merilo metalčeve uspešnosti. 
Dandanašnje baseballske enciklopedije navajajo PDT za leta pred njegovo uvedbo - tovrstna statistika je bila preračunana veliko let po tem, ko so bile tekme že odigrane. 

## Najboljši karierni PDT-ji
| Uvrstitev | PDT  | Metalec        | Moštva                                       | Leta             |
| --------- | ---- | -------------- | -------------------------------------------- | ---------------- |
| 1         | 1.82 | Ed Walsh       | Chicago (AL), Boston (kasnejša Atlanta) (NL) | 1904–17          |
| 2         | 1.89 | Addie Joss     | Cleveland (AL)                               | 1902–10          |
| 3         | 1.89 | Jim Devlin     | Chicago (NA), Louisville (NL)                | 1875–77          |
| 4         | 2.02 | Jack Pfiester  | Pittsburgh (NL), Chicago (NL)                | 1903–04, 1906–11 |
| 5         | 2.03 | Smoky Joe Wood | Boston (AL), Cleveland (AL)                  | 1908–15, 1917–22 |